# Варшава-Східна
Варшава-Східна (пол. Warszawa Wschodnia) — залізнична станція на сході Варшави.
Будівництво цього вокзалу тісно пов'язана з будівництвом Віденсько-Тереспольської залізниці, під час якої на місці сучасної станції був збудований Тереспільський вокзал (1886 рік), або Берестейський вокзал. Той вокзал обслуговував потяги в напрямку Любліна і Бересті. 
Після відходу російських військ в 1915 р., Тереспільський вокзал майже не постраждав, на відміну від інших вокзалів Варшави. Станція була перебудована в 1933 році, але повністю знищена під час бомбардувань 1944 р. Поряд із сучасною станцією збереглася невелика частина старого вокзалу.
В 1969 була збудована нова будівля вокзалу, що складається з двох терміналів - північний з його 4 платформами (1-4) що обслуговують міжміські потяги, та менший - південний та його дві платформи (6-7) що використовуються приміськими поїздами. 5 Платформа є універсальною. Через Варшаву Всходню проходять 2 лінії SKM, (Отвоцьк, Прушкув).
В 2011 році була реконструйована східна приміська частина, а в 2012 — західна.

## Галерея

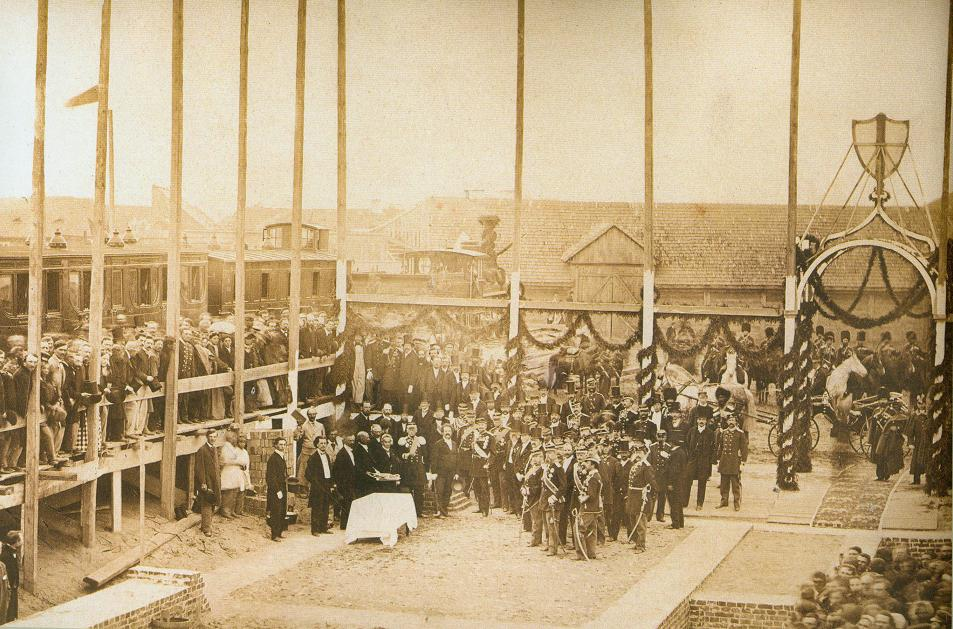
Двожец Тереспольскі 1886.
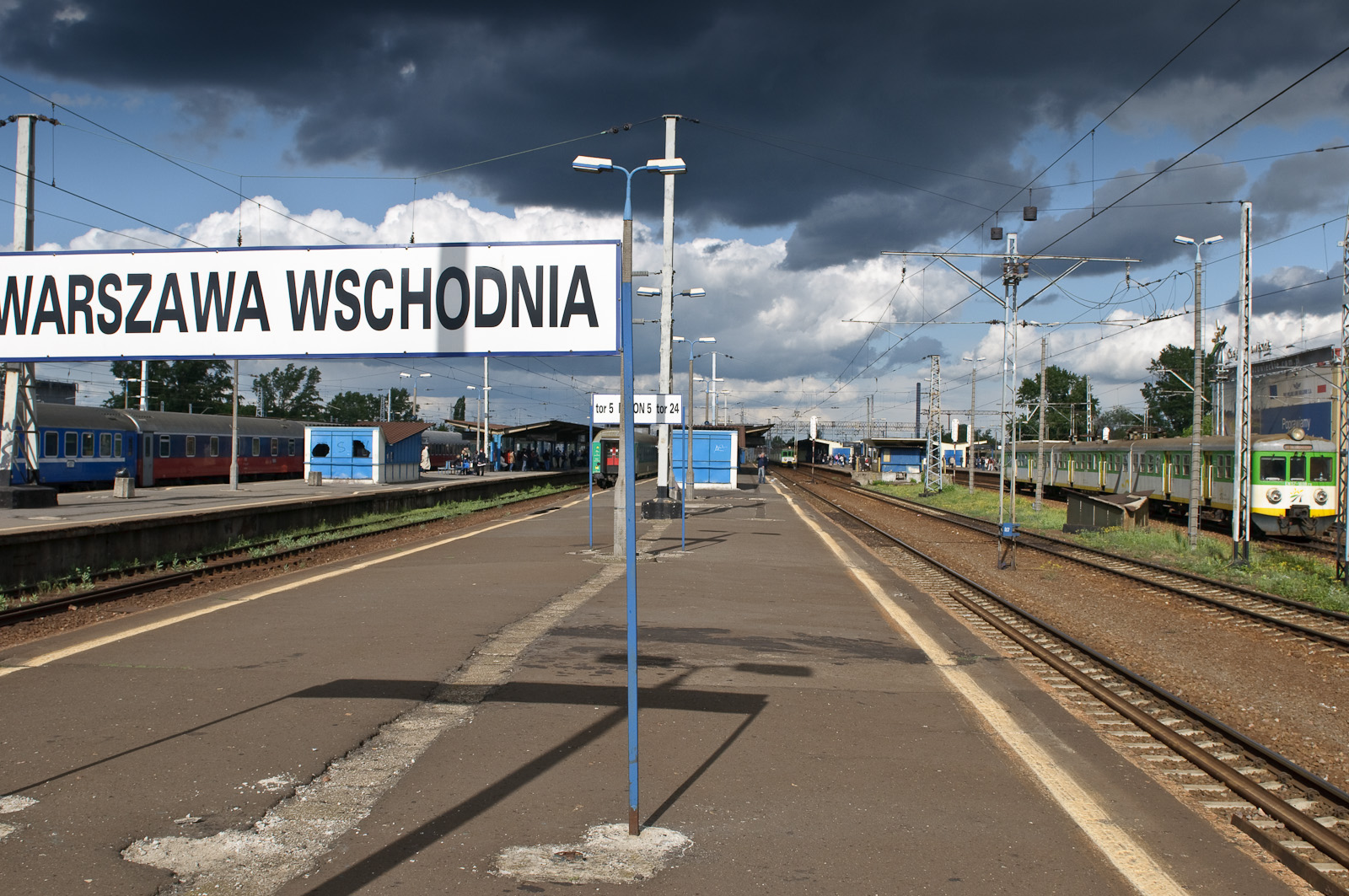
Старі перони станції
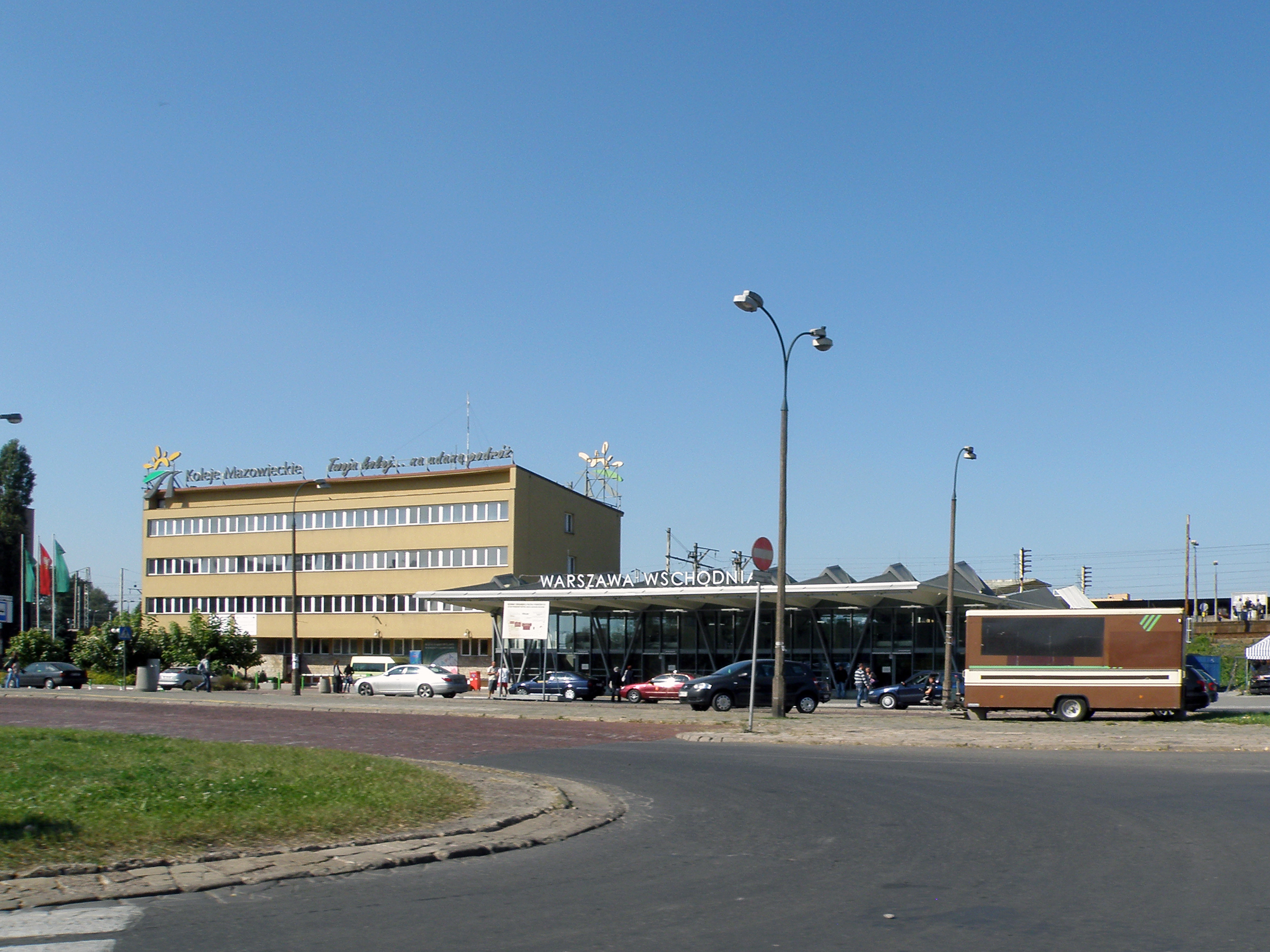
Реконструйований приміський термінал
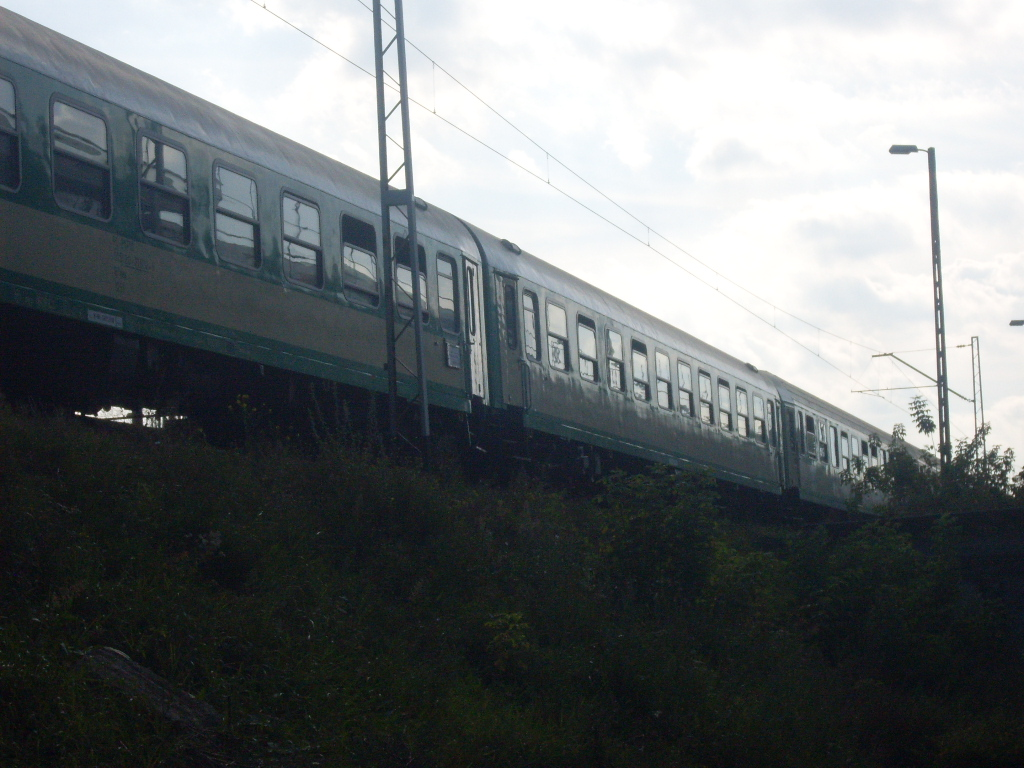
Вагони біля станції